# Campionato italiano di tamburello 2007
Campionato italiano SERIE A di tamburello 2007.

## Stagione regolare
Classifica finale
- US Callianetto 72 punti.
- ASD Solferino 56
- ASD Cremolino 54
- AT Medole 51
- AT Fumane 49
- US Cavrianese 48
- ASDT Bardolino 48
- ASDT Mezzolombardo 45
- UST Filago 43
- ASDT Sommacampagna 41
- GST Montechiaro 35
- AT Ennio Guerra Castellaro 32
- UST Cavaion 5

## Playoff

### Quarti di finale
Callianetto - Mezzolombardo.

Fumane - Medole.

Cremolino - Bardolino.

Cavrianese - Solferino.

in grassetto le qualificate

### Semifinali
Callianetto - Medole.

Cremolino - Solferino.

### Finale
Callianetto - Solferino.

## Campione d'Italia 2007
| US Callianetto Campione d'Italia 2007. sesto titolo consecutivo e totale. |